# Comité pour l'histoire économique et financière de la France
Le Comité pour l'histoire économique et financière de la France (CHEFF) créé en 1986 pour contribuer à la recherche en histoire économique de la France est un organisme français rattaché à l'Institut de la gestion publique et du développement économique (IGPDE)-  (secrétariat général des ministères économique et financier).

## Présentation générale
Le Comité pour l'histoire économique et financière de la France a été créé par l'arrêté ministériel du 3 mars 1986, remplacé par l'arrêté du 6 août 1987, puis du  4 décembre 1992. L'arrêté du 28 juillet 2006 (JORF, 30 juillet, texte 11) modifie les précédents et rattache le Comité à l'IGPDE (Institut de la Gestion Publique et du Développement Économique).

## Rôle
Il a pour mission de contribuer à une meilleure connaissance de l'histoire de l'État et de son rôle en matière économique, monétaire, financière et industrielle depuis le Moyen Âge jusqu'à nos jours.

## Objectifs
Il a pour objectif de favoriser, orienter et soutenir la recherche en histoire économique ; constituer des sources documentaires historiques ; assurer la diffusion et la promotion des travaux ; préserver la mémoire des hommes et des métiers des ministères économique et financier.

## Position administrative
Il est placé auprès de l'Institut de la gestion publique et du développement économique (IGPDE) (secrétariat général des ministères économique et financier) et de son Bureau de la Recherche.

## Composition antérieure
Le Comité était antérieurement présidé par le ministre des Finances et son vice-président était un membre de la commission scientifique (Maurice Levy-Leboyer jusqu'en 2009).
Les membres de droit du comité étaient le directeur du personnel, de la modernisation et de l’administration ; le directeur de la communication ; le chef du service de l’inspection générale des finances ; le directeur du budget ; le directeur du Trésor ; le directeur de la prévision et de l’analyse économique ; le directeur général de la comptabilité publique ; le directeur général des impôts ; le directeur de la législation fiscale ; le directeur général des douanes et droits indirects le directeur des relations économiques extérieures ; le directeur général de la concurrence, de la consommation et de la répression des fraudes ; le directeur général de l’Institut national de la statistique et des études économiques ; le directeur des Monnaies et médailles ; le directeur de l’Imprimerie nationale ; le directeur des entreprises commerciales, artisanales et de services ; le gouverneur de la Banque de France ; le directeur général de la Caisse des dépôts et consignations ; le directeur des Archives de France ; l’administrateur général de la Bibliothèque nationale.
Les membres de la commission scientifique étaient jusqu'en 2009 : Guy Antonetti, Jean-Charles Asselain, Françoise Bayard, Christian de Boissieu, Éric Bussière, Jacques Campet, François Caron, Philippe Contamine, Agnès D’Angio-Barros, Robert Frank, Patrick Fridenson, René Girault (1929-1999), Jean-Noël Jeanneney, Jean Kerhervé, Michel Lescure, Maurice Lévy-Leboyer, Michel Margairaz, Jacques Marseille (1945-2010), François Monnier, Alain Plessis, Raymond Poidevin (1928-2000), Albert Rigaudière, Guy Thuillier, Jean Tulard, Denis Woronoff, Michel Aglietta, Michel Antoine, Louis Bergeron, Jean-Jacques Bienvenu, Yves Mény, Gabriel Montagnier.

## Composition actuelle de la commission scientifique
Les membres sont : Edward Arkwright, Françoise Bayard, Philippe Bezes, Christian de Boissieu, Gérard Bossuat, Éric Bussière, Florence Descamps, Christian Descheemaeker, Olivier Feiertag, Patrick Fridenson, Florent Garnier, Pascal Griset, Pierre-Cyrille Hautcœur, Jean-Noël Jeanneney, Marie-Laure Legay, Michel Lescure, Michel Margairaz, Olivier Matteoni, Philippe Minard, François Monnier, Matthieu De Oliveira, Laure Quennouëlle-Corre, Albert Rigaudière, Mireille Touzery.

## Fonctionnement
À l'origine, le Comité d'histoire était dirigé par un secrétaire général chargé des questions administratives (Jean Bontoux 1987-1994), secondé par un secrétaire scientifique chargé de la programmation scientifique (Florence Descamps 1987-1994). À partir de 1994, le secrétariat du Comité a été assuré par un chef de bureau du ministère des Finances. Ont successivement occupé ce poste : Marie-Ange Santarelli, Alain Girard, Anne de Castelnau, Philippe Mazuel, Marcel Guennoun, actuel chef du bureau de la Recherche à l'IGPDE.   

## Activités

### Archives orales
Depuis sa création, le Comité a collecté les témoignages de près de 350 personnalités, représentant plus de 3 500 heures d'enregistrement. Il s'agit essentiellement des souvenirs des grands acteurs qui ont participé à la vie économique de la France des années 1930 aux années 1980, en grande partie des inspecteurs des finances. Dans la majorité des cas, les entrevues sont de nature biographique, retraçant leur parcours de la formation jusqu'à la fin de carrière. Ces archives orales sont consultables librement ou avec l'autorisation de l'interviewé ou de ses ayants droit, dans le cadre de travaux de recherches.
Un florilège Les Voix des finances présente sur un CD-ROM ou CD audio l'histoire économique de la France entre 1945 et 1969 en donnant la parole à vingt hauts fonctionnaires du ministère. Ils racontent notamment la reconstruction après la Seconde Guerre mondiale, les négociations autour de la création de la CEE,l'invention de la TVA et la modernisation de l'économie.

### Éditions
Plus de 165 ouvrages d'histoire économique et financière ont été publiés depuis 1990, répartis dans 7 collections : « Animation de la recherche », « Études générales », « Mémoire », « Sources », « Recueils de documents », « Études et documents », « Recherche, études, veille ».
Une soixantaine d'ouvrages est également disponible au format ePub/PDF sur le portail OpenEditionbooks. La moitié de ces ouvrages sont en accès libre (lecture à l'écran de la version html).

### Colloques et séminaires
Depuis 1989, plus de 50 colloques, journées d'études et séminaires se sont tenus, destinés à faire avancer la recherche et à favoriser le dialogue entre l'administration et l'université. Les actes de ces activités font généralement l'objet d'une publication au sein de la collection « Animation de la recherche ». Pour célébrer le centenaire de la Guerre de 1914-18, le Comité et l'IGPDE organisent jusqu'en 2018 de nombreuses manifestations labellisées par la Mission du centenaire de la Première Guerre mondiale.

### Concours autobiographique
Ces concours, initiés à partir de 1993, invitent les retraités à mettre par écrit leurs souvenirs. Ils permettent de collecter des récits originaux sur l'histoire des directions du ministère, de constituer un fonds inédit « d'archives provoquées », complément des sources écrites traditionnelles.
À chaque fois le manuscrit du lauréat est publié aux éditions du Comité, il est suivi par la publication d'une anthologie racontant l'histoire de la direction à partir d'extraits.
Sur les 17 000 retraités du Trésor public, 177 s'inscrivirent, 120 manuscrits parvinrent au Comité, ce qui représente 8 200 pages de récits. Le premier prix a été attribué à Blanche Py dont l'ouvrage, Blanche, mémoires d'une employée du Trésor public, fut publié par le Comité en 1995. Suivirent en 1996 le concours Mémoire des impôts (pour les retraités des services des impôts), puis en 2000 celui intitulé Pour la mémoire des douanes (pour les retraités des services des douanes). Un concours a été lancé auprès des 1 300 retraités de la Direction générale de la concurrence, de la consommation et de la répression des fraudes (DGCCRF) ; il a abouti fin 2008 à la publication du texte de son lauréat, Jean Soulagnat, sous le titre Souvenirs d'un commissaire de la DGCCRF. Un concours a été lancé auprès des pensionnés et retraités de l'INSEE.